# Transports dans les Pyrénées-Atlantiques
Les transports dans le département français des Pyrénées-Atlantiques présentent de nombreuses caractéristiques originales.
En premier lieu, le département se situe le long de la frontière franco-espagnole, au trafic transfrontalier intense mais gêné par le relief de la chaîne des Pyrénées : deux points de passage principaux existent, mais celui situé le long de la côte (autoroute A63, ligne de Bordeaux-Saint-Jean à Irun) a nettement pris l'ascendant sur celui du col du Somport (franchi par le tunnel routier du Somport, au trafic modeste, et la ligne de Pau à Canfranc (frontière), en partie désaffectée).
En second lieu, l'éloignement des principales métropoles françaises et en particulier de Paris, couplé à son attractivité touristique, expliquent le trafic aérien élevé du département, qui compte deux des 25 aéroports les plus fréquentés de France.
Enfin, l'ouest du département est couvert par l'une des autorités organisatrices de la mobilité au ressort territorial le plus vaste de France : des transports en commun urbains sont ainsi organisés sur un territoire de près de 3 000 km2.

## Transport routier

### Infrastructures routières

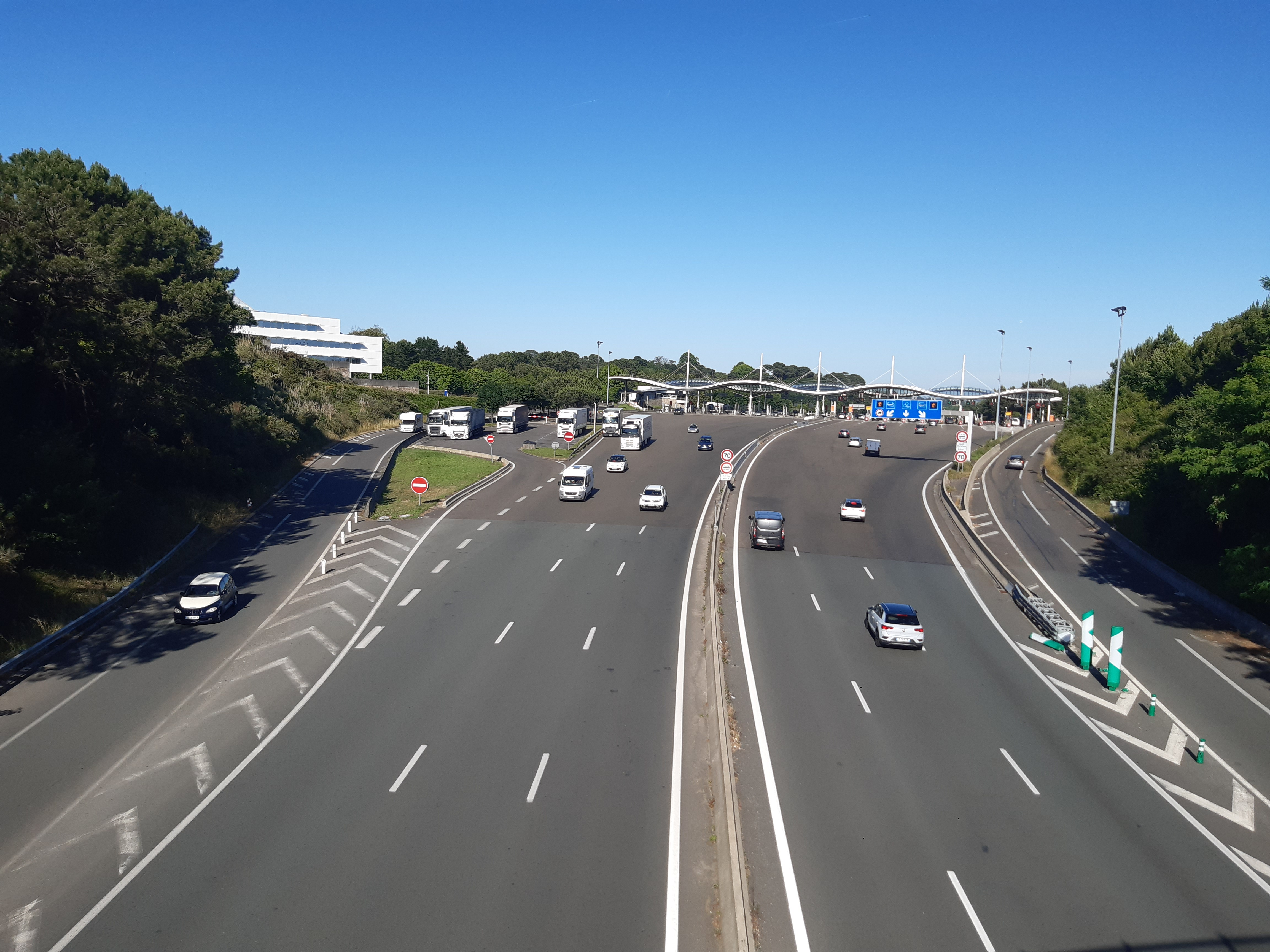
L'autoroute A63 au niveau de Biarritz, où elle cumule trafic local, national et international.

Les deux axes autoroutiers principaux du département sont l'autoroute A63, qui relie Bordeaux à la côte basque et à l'Espagne, et l'autoroute A64, qui relie la première au niveau de Bayonne à Pau et Toulouse. La première, qui cumule trafic international, trafic national ou régional et trafic local au sein de l'agglomération du Pays basque, accueille jusqu'à 69 000 véhicules par jour sur son tronçon le plus chargé ; la seconde a un trafic de 17 000 à 38 000 véhicules/jour selon les sections dans le département. En revanche, l'autoroute A65, ouverte en 2010 entre Langon et Pau, avait un trafic de seulement 5 700 véhicules/jour deux ans après son ouverture.
Les autres axes routiers du département ont une vocation régionale ou locale. La route nationale 134, qui franchit les Pyrénées par le tunnel routier du Somport, dans le prolongement de l'autoroute A65, constitue un axe transfrontalier très peu fréquenté par rapport à l'axe littoral ; elle est essentiellement utilisée pour des trajets de moyenne distance entre la Nouvelle-Aquitaine et l'Aragon.

### Transport collectif de voyageurs
Les Pyrénées-Atlantiques sont desservies par le réseau des cars régionaux Nouvelle-Aquitaine, qui compte une quinzaine de lignes régulières dans le département. Ce réseau ne dessert que la moitié est du département : en effet, le territoire de la communauté d'agglomération du Pays Basque, qui couvre près de 40% du département, est desservi par le réseau Txik Txak (qui relève juridiquement du transport urbain, voir ci-dessous).
Jusqu'en 2017 (loi NOTRe), le conseil général des Pyrénées-Atlantiques organisait le Réseau interurbain des Pyrénées-Atlantiques desservant le département. Le conseil général des Landes organisait quant à lui le réseau XL'R desservant ce dernier département, mais aussi certaines communes des Pyrénées-Atlantiques.

## Transport ferroviaire

### Historique
Bayonne est la première ville desservie, en 1855, par une ligne en provenance de Bordeaux. Plusieurs lignes ouvertes en 1863-1864 permettent ensuite au chemin de fer d'atteindre Pau et la frontière espagnole à Hendaye.
Le réseau d’intérêt général a été développé dans le département par la Compagnie des chemins de fer du Midi et du Canal latéral à la Garonne : en plus des lignes de piémont, quelques lignes remontaient les vallées vers l'intérieur du massif des Pyrénées. À la fin du XIXe siècle, le chemin de fer d’intérêt général atteignait la plupart des villes et bourgs du département, dont Arudy, Bayonne, Biarritz, Cambo-les-Bains, Hendaye, Laruns, Mauléon-Licharre, Oloron-Sainte-Marie, Orthez, Pau, Puyoô, Saint-Étienne-de-Baïgorry, Saint-Jean-de-Luz, Saint-Jean-Pied-de-Port, Saint-Palais, Salies-de-Béarn et Sauveterre-de-Béarn. En 1928, le réseau atteint son apogée avec l'ouverture du tunnel du Somport, reliant le Béarn à l'Espagne, qui n'atteindra jamais le trafic que ses promoteurs espéraient.

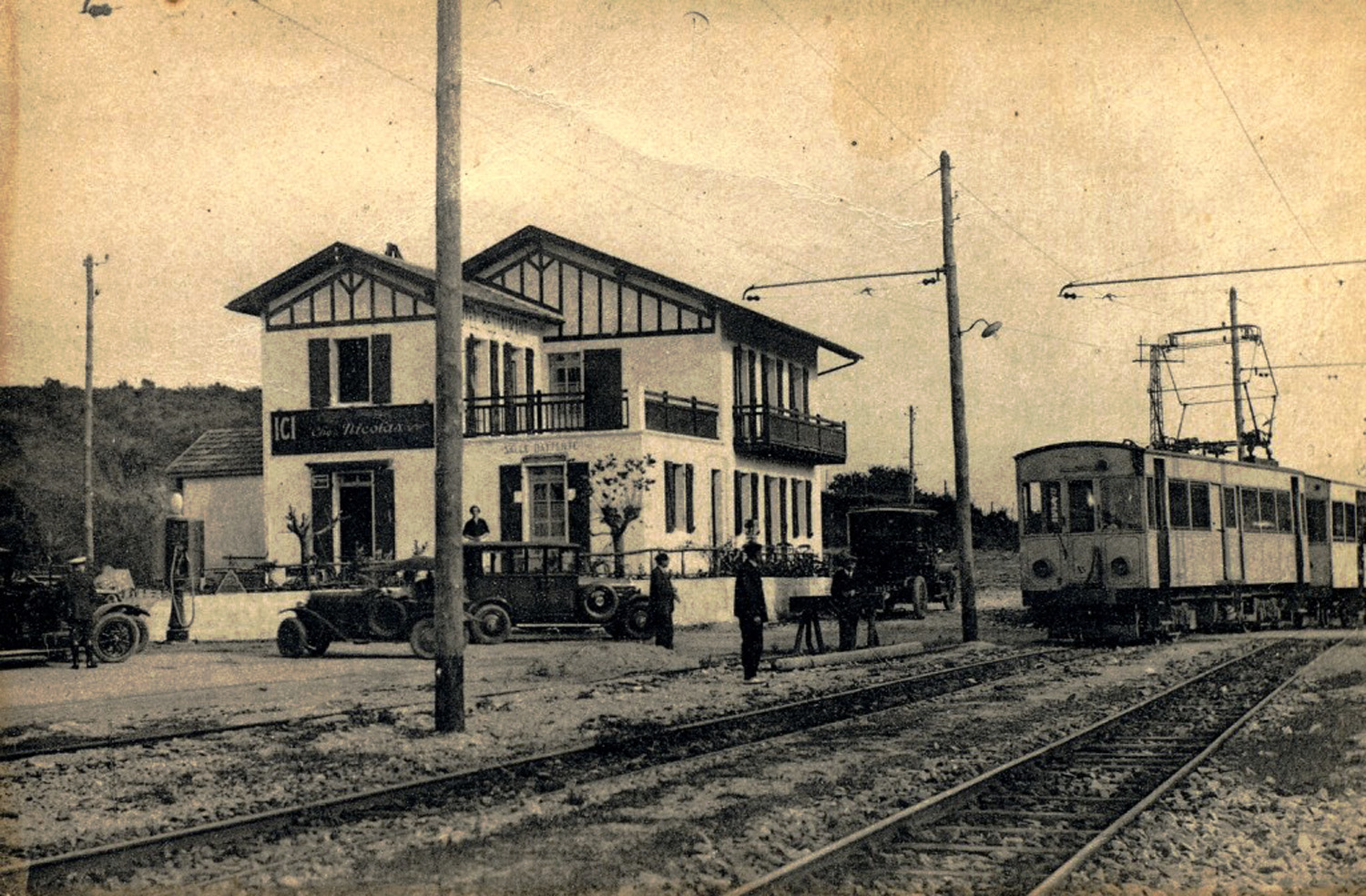
Un train du chemin de fer à crémaillère de la Rhune vers 1930.

Les Pyrénées-Atlantiques ont également été desservies par plusieurs réseaux de chemins de fer d’intérêt local, pour la plupart à écartement métrique et créés essentiellement dans les premières années du XXe siècle. Le plus important était celui du Chemin de fer de Pau-Oloron-Mauléon, dont les lignes reliaient Pau à Aire-sur-l'Adour, Lembeye, Monein et Pontacq, et Oloron à Mauléon-Licharre et Sauveterre-de-Béarn. Le réseau basque de la compagnie des Voies Ferrées Départementales du Midi desservait la côte basque, et possédait également deux lignes de nature originale à l'intérieur des terres, le chemin de fer à crémaillère de la Rhune et la ligne fret de Saint-Jean-Pied-de-Port à Mendive. La Compagnie des tramways à vapeur de la Chalosse et du Béarn reliait Orthez à Dax et Aire-sur-l'Adour. Le chemin de fer Bayonne-Anglet-Biarritz (BAB), enfin, possédait un caractère résolument urbain. La plupart des lignes de ces réseaux ont fermé avant la Seconde Guerre mondiale.
La Compagnie du Midi, disposant d'un réseau à fortes rampes, éloigné des gisements de charbon mais proche de la ressource hydroélectrique, électrifie la totalité de son réseau dans les Pyrénées-Atlantiques entre les années 1910 et le début des années 1930, alors que la traction électrique est encore absente dans une grande partie du pays. Son réseau d'intérêt général sera toutefois touché comme les autres par des fermetures nombreuses entre les années 1940 et les années 1970. La plus emblématique est celle de la ligne de Pau à Canfranc (frontière) : les trains ne franchissent plus le tunnel du Somport depuis le déraillement d'un train en 1970, la ligne étant limitée à Oloron. De nombreux acteurs locaux militent pour la réouverture de cette ligne, qui est partiellement effective depuis 2016 jusqu'à Bedous.
|                                             |
| Le réseau ferroviaire à son apogée en 1928. |

|                                     |
| Le réseau ferroviaire de nos jours. |

|                                                    |
| Carte animée de l’évolution du réseau ferroviaire. |

### Gares et infrastructures ferroviaires
Les principales gares de voyageurs sont celles de Bayonne et Pau, avec une fréquentation annuelle respective de 948 000 et 838 000 voyageurs en 2019 ; suivent Biarritz, Saint-Jean-de-Luz - Ciboure et Hendaye, avec une fréquentation annuelle entre 300 000 et 600 000 voyageurs en 2019.
Les deux principales lignes ferroviaires du département sont la ligne de Bordeaux-Saint-Jean à Irun, qui dessert la côté basque (Bayonne, Hendaye ...), et la ligne de Toulouse à Bayonne, qui, avec la courte ligne de Puyoô à Dax la reliant à la précédente, forme un axe de Bordeaux à Pau et Tarbes.
La ligne de Bayonne à Saint-Jean-Pied-de-Port et la ligne de Pau à Canfranc (frontière) (actuellement limitée à Bedous) ont un caractère plus local, bien que la réouverture complète de la seconde — espérée par de nombreux acteurs locaux — lui redonnerait un caractère international.

### Liaisons commerciales

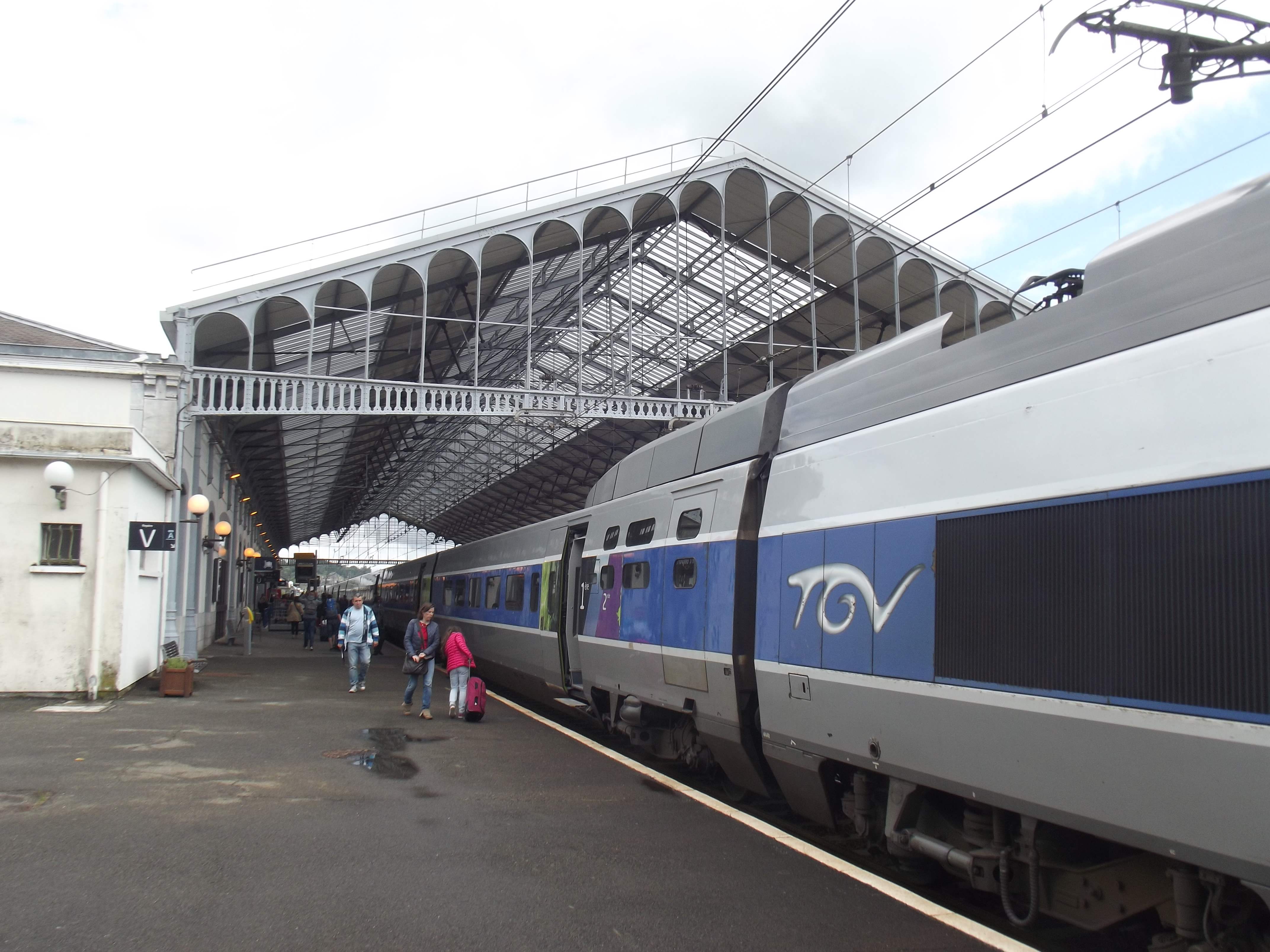
Une rame TGV Atlantique en gare de Pau en 2015.

NB : seules les principales gares desservies sont indiquées.

#### TGV inOui
- Tarbes - Pau - Paris-Montparnasse
- Hendaye - Bayonne - Paris-Montparnasse

#### Intercités
- Hendaye - Bayonne - Pau - Toulouse-Matabiau

#### Intercités de nuit
- Hendaye - Bayonne - Pau - Tarbes - Paris-Austerlitz

#### TER Nouvelle-Aquitaine

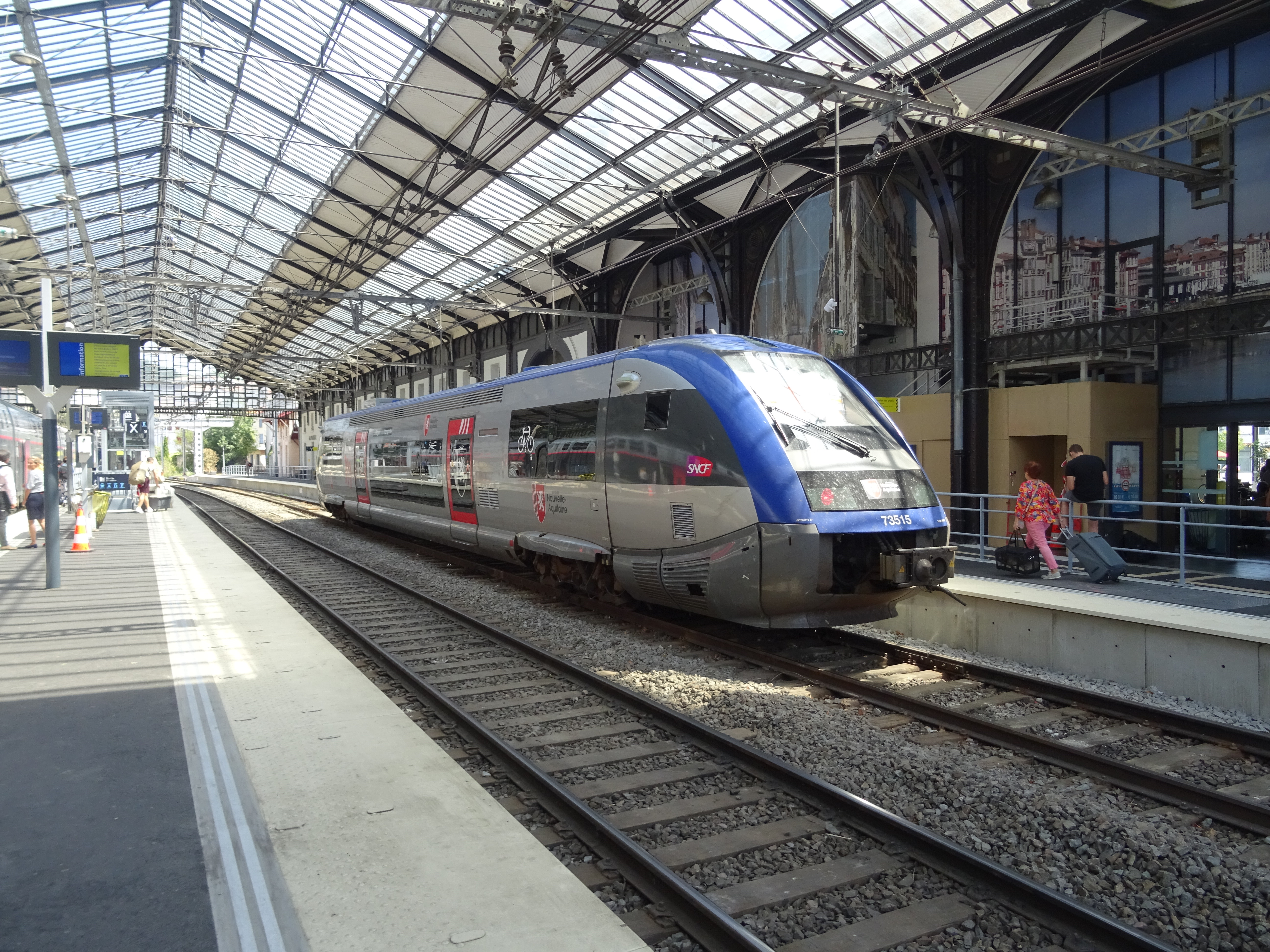
Un autorail X 73500 TER Nouvelle-Aquitaine en gare de Bayonne en 2022.

TER Nouvelle-Aquitaine est le réseau de transports en commun par rail organisé par le conseil régional de Nouvelle-Aquitaine et exploité par SNCF Voyageurs. Certaines lignes desservent le département.
- Ligne 51 : Bordeaux-Saint-Jean - Dax - Bayonne - Hendaye
- Ligne 52 : Bordeaux-Saint-Jean - Dax - Pau - Tarbes
- Ligne 53 : Hendaye - Bayonne - Pau - Tarbes
- Ligne 54 : Bayonne - Cambo-les-Bains - Saint-Jean-Pied-de-Port
- Ligne 55 : Pau - Oloron-Sainte-Marie - Bedous ; prolongée par la route jusqu'à Canfranc (Espagne)

## Transport maritime
Le port de Bayonne est le 9e port de commerce français par le trafic de marchandises.
Plusieurs petits ports sont dédiés à la plaisance et/ou à la pêche (port de Saint-Jean-de-Luz, port d'Hendaye...).

## Transport fluvial
L'Adour est navigable sur son tronçon basque. Toutefois, son faible gabarit et l'absence de liaison avec d'autres voies navigables explique que son trafic soit faible en amont des installations du port maritime de Bayonne.

## Transport aérien

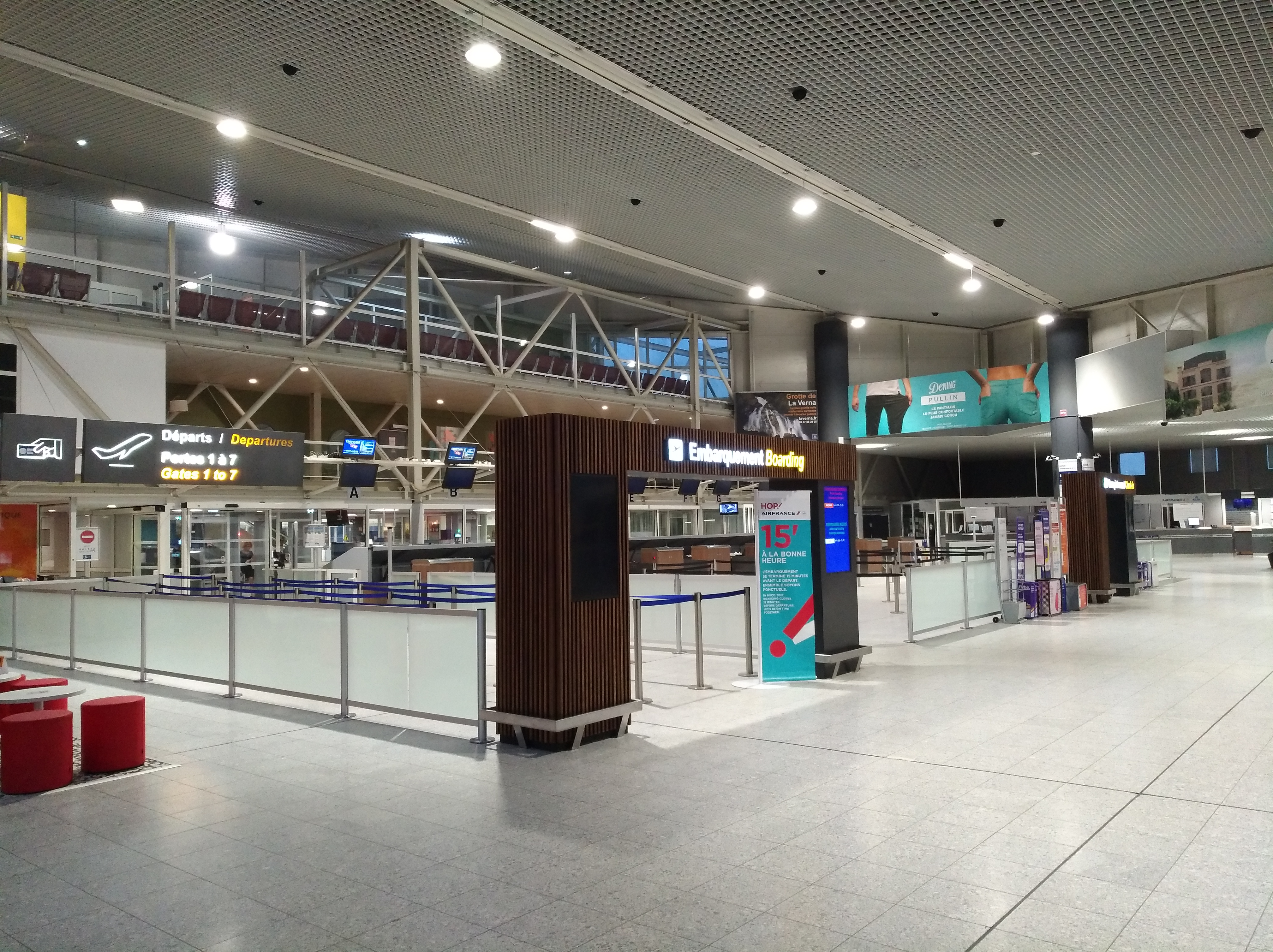
Intérieur de l'aérogare de l'aéroport de Biarritz-Pays basque.

Les Pyrénées-Atlantiques possèdent deux aéroports parmi les 25 plus fréquentés de France : l'aéroport de Biarritz-Pays basque (1 066 000 passagers en 2019) et l'aéroport de Pau-Pyrénées (606 000 passagers en 2019 ). Le premier est relié à de nombreux aéroports français et européens, surtout en saison ; le second a une desserte essentiellement nationale.
L'aérodrome d'Oloron - Herrère est quant à lui réservé à l'aviation légère de tourisme et de loisirs.

## Transports en commun urbains et périurbains
Le Syndicat des mobilités Pays Basque - Adour (qui regroupe les 158 communes de la communauté d'agglomération du Pays Basque et la commune de Tarnos), le Syndicat mixte Pau Béarn Pyrénées Mobilités (qui regroupe les 31 communes de la communauté d'agglomération Pau Béarn Pyrénées et les communes de Montardon, Morlaàs, Navailles-Angos, Sauvagnon, Serres-Castet et Serres-Morlaàs) et la commune d'Oloron-Sainte-Marie sont autorités organisatrices de la mobilité sur leur territoire et organisent des services de transport dans leur ressort territorial.

### Agglomération du Pays Basque

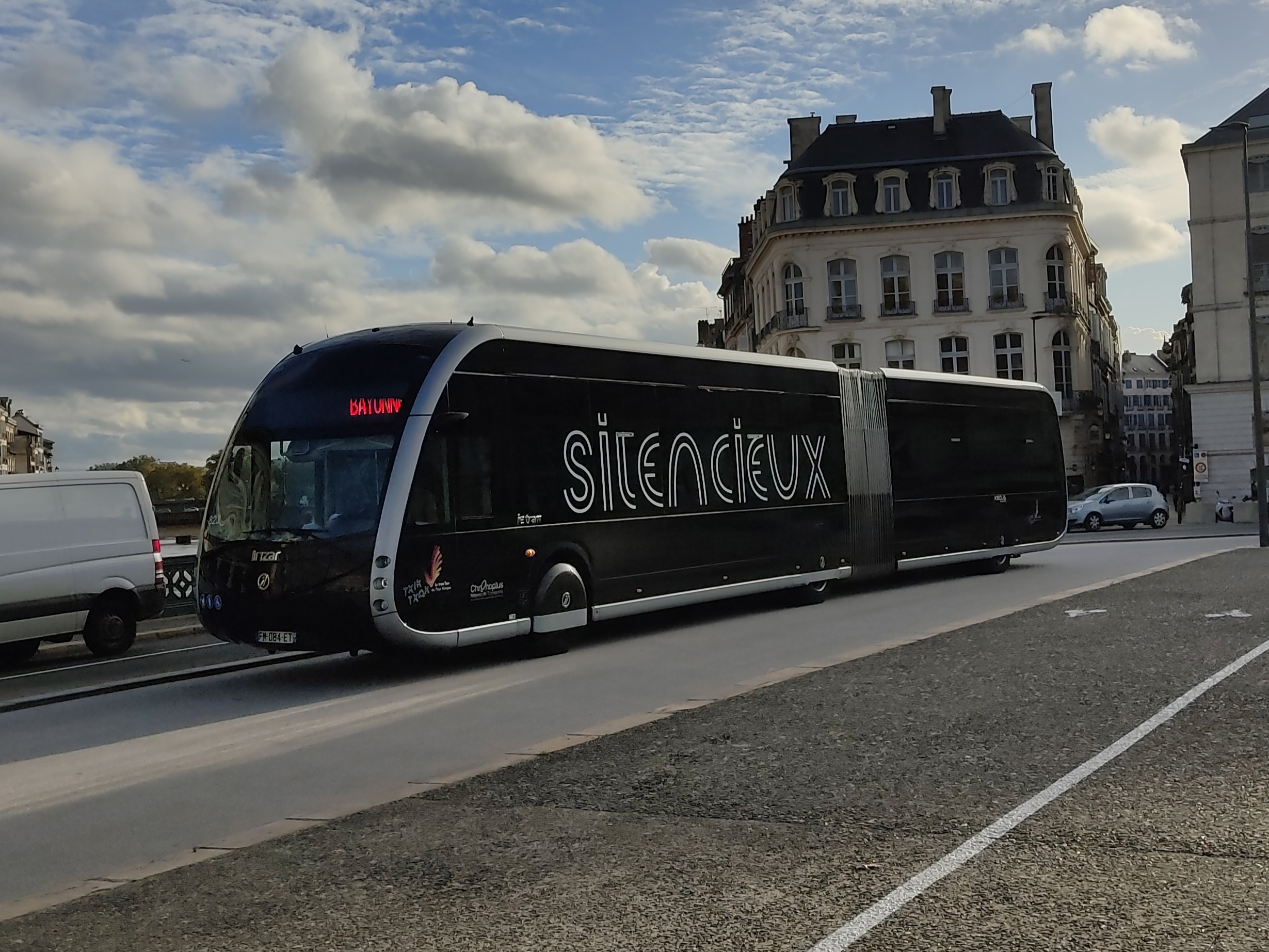
Un tram'bus du réseau Txik Txak à Bayonne en 2020.

Depuis sa création en deux temps (2019 puis 2022), le réseau Txik Txak du Syndicat des mobilités Pays Basque - Adour est un des plus vastes réseaux urbains de France — urbain d'un point de vue administratif, car en pratique une grande partie des dessertes proposées présentent un caractère interurbain. Il est issu de la fusion de plusieurs réseaux préexistants :
- Le réseau Chronoplus, exploité par Keolis Basque-Adour, desservait les communes d'Anglet, Bayonne, Biarritz, Bidart, Boucau, Saint-Pierre-d'Irube et Tarnos (Landes).
- Le réseau Hegobus, exploité par Transdev Urbain Pays Basque, desservait les communes 'Ahetze, Ainhoa, Arbonne, Ascain, Biriatou, Ciboure, Guéthary, Hendaye, Saint-Jean-de-Luz, Saint-Pée-sur-Nivelle, Sare et Urrugne.
- Le réseau Car Express assurait les dessertes de long parcours au sein de la communauté d'agglomération, notamment dans sa partie est, plus rurale.
- Le réseau départemental puis régional Transports 64, dont les lignes situées au sein de la communauté d'agglomération ont été reprises par Txik Txak.

Ce réseau propose une quarantaine de lignes d'autobus et autocars, dont deux lignes de bus à haut niveau de service.
Au début du XXe siècle, l'agglomération avait déjà été desservie par plusieurs réseaux de transport urbain ou périurbain :
- Le chemin de fer Bayonne-Anglet-Biarritz ou BAB (1877-1953)
- Le tramway Bayonne-Lycée-Biarritz ou BLB (1888-1948),
- Le tramway d'Hendaye (1906-1937)
- Le tramway de Bayonne à Biarritz et Hendaye des Voies ferrées départementales du Midi (ouvert progressivement entre 1916 et 1925, fermé partiellement en 1935 et totalement en 1948).

### Agglomération de Pau

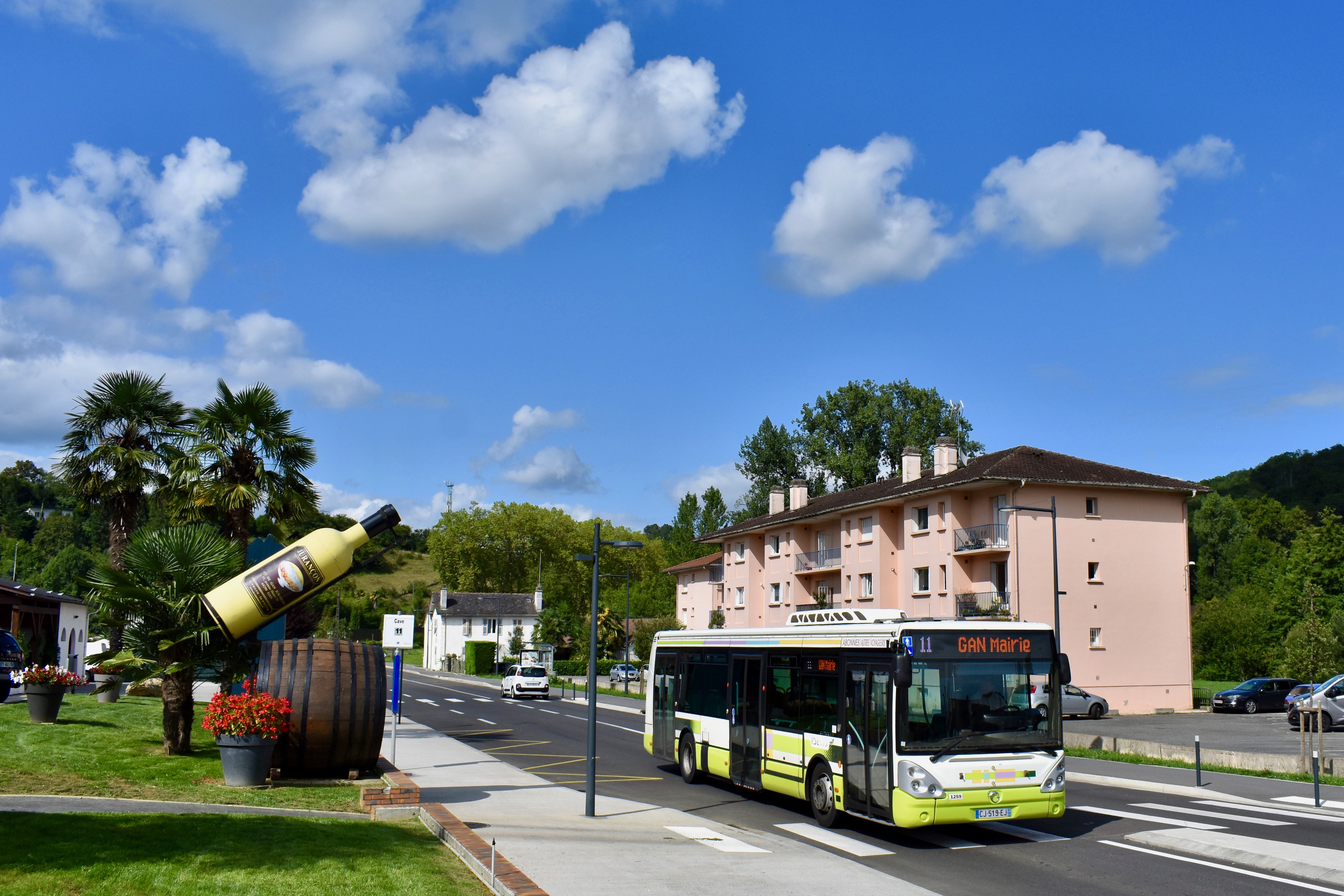
Un véhicule de la ligne 11 du réseau Idelis en 2011.

Le réseau Idelis, exploité par la Société des transports de l'agglomération paloise, dessert les 37 communes du Syndicat mixte Pau Béarn Pyrénées Mobilités par une vingtaine de lignes d'autobus et de navettes, dont une ligne de bus à haut niveau de service.
Le funiculaire de Pau est quant à lui géré directement par la commune de Pau.
Pau a été desservi par un réseau de 3 lignes de tramway de 1894 à 1931.

### Agglomération d'Oloron-Sainte-Marie
La commune d'Oloron-Sainte-Marie organise le service La Navette, compose de trois lignes exploitées en minibus.

## Modes actifs
Le département est traversé par plusieurs voies vertes, véloroutes et sentiers de grande randonnée.
Les services IDEcycle (Pau) et Vélibleu (Pays basque) proposent la location de vélos en libre-service.